# Bjørn Bredal
Bjørn Bredal (født 2. december 1956) er forstander for Johan Borups Højskole. Forfatter, journalist og tidligere redaktør på Gyldendal, Weekendavisen samt Politiken.
Cand.mag. i fransk og musik fra Københavns Universitet med videreuddannelse i Paris (politik videnskab) og Oxford (journalistik). 
Kommandør af den franske Ordre des Arts et des Lettres.
Bestyrelsesformand for Wilhelm Hansen Fonden, medlem af Harboes Fond, tidligere medlem af bl.a. Fondet for Dansk-Norsk Samarbejde og Det Danske Institut i Rom.
Talrige oversættelser, senest Saint-Exupéry: Den lille prins (2017) og Edmund de Waal (en) Breve til Camondo (2023).

## Privat
Han har tre børn: Benjamin, Filip og Sophie.

## Priser
- Georg Brandes-Prisen 1991
- Forfatter-Uglen 1990
- Brandes-Prisen 1992
- Hvass Fondens Rejselegat 2017

## Eksterne kilder
- Kraks Blå Bog
- Bjørn_Bredal i Den Store Danske på Lex.dk